# Cyclosorus jaculosus
Cyclosorus jaculosus là một loài thực vật có mạch trong họ Thelypteridaceae. Loài này được (H. Christ) H. Itô mô tả khoa học đầu tiên năm 1937.